# Pelloträsket
Pelloträsket är en sjö i Piteå kommun i Norrbotten och ingår i Lillpiteälvens huvudavrinningsområde. Sjön har en area på 1,75 kvadratkilometer och ligger 155 meter över havet. Sjön avvattnas av vattendraget Lillpiteälven.

## Delavrinningsområde
Pelloträsket ingår i det delavrinningsområde (727828-173064) som SMHI kallar för Utloppet av Pelloträsket. Medelhöjden är 179 meter över havet och ytan är 10,05 kvadratkilometer. Räknas de 36 avrinningsområdena uppströms in blir den ackumulerade arean 320,8 kvadratkilometer. Avrinningsområdets utflöde Lillpiteälven mynnar i havet. Avrinningsområdet består mestadels av skog (64 procent). Avrinningsområdet har 1,82 kvadratkilometer vattenytor vilket ger det en sjöprocent på 18,1 procent.